# Скоково (Ярославский район)
Скоково — деревня в Ивняковском сельском поселении Ярославского района Ярославской области России.

## География
Деревня расположена в окружении сельскохозяйственных полей. Граничит с деревнями Петелино, Порошино. В непосредственной близости проходит недействующая железнодорожная ветка, а чуть дальше — полигон ТБО «Скоково» и Хуадянь-Тенинская ТЭЦ. В 380 метрах от деревни протекает река Нора.

### Климат
Климат характеризуется как умеренно континентальный, с умеренно холодной зимой и относительно тёплым влажным летом. Среднегодовая температура воздуха — +3,5 °C. Средняя температура воздуха самого холодного месяца (января) — −11,1 °C (абсолютный минимум — −46 °C); самого тёплого месяца (июля) — +18,2 °C (абсолютный максимум — +38 °C). Безморозный период длится около 214 дней. Годовое количество атмосферных осадков составляет около 646 миллиметров, из которых большая часть (около 70 %) выпадает в тёплый период. Устойчивый снежный покров держится около 151 дня. Среднегодовая скорость ветра — 4,7 м/с.

## История
Постановлением Государственной Думы Ярославской области от 27 февраля 2001 г. N 54 «Об изменениях в административно-территориальном устройстве Ярославского района Ярославской области» в черту Скоково включена деревня Чертыково.

## Население
| 2007 | 2010 |
| ---- | ---- |
| 31   | ↘23  |

### Историческая численность населения
По состоянию на 1859 год в деревне было 9 домов и проживало 47 человек.
По состоянию на 1989 год в деревне проживало 24 человека.

## Инфраструктура
Основа экономики — личное подсобное хозяйство. По состоянию на 2021 год большинство домов используется жителями для постоянного проживания и проживания в летний период. Вода добывается жителями из личных колодцев. Имеется пруд, кладбище. Имеется таксофон (около дома № 12).

## Транспорт
Скоково расположено в 2 километрах от Ленинградского проспекта города Ярославля.